# 極品老媽
《極品老媽》（英語：Mom）是一部由查克·洛里、艾迪·高洛達斯奇和潔瑪·貝克開創，安娜·法瑞絲和艾莉森·珍妮領銜主演的美國情景喜劇，於2013年9月23日在CBS開播。
本劇獲得影評家不錯的評價，憑本劇榮獲兩座黃金時段艾美獎的艾莉森·珍妮更曾一度打破艾美獎紀錄。2018年4月8日，本劇獲CBS第6季續訂。2020年9月4日，安娜·法瑞絲宣佈她已經決定離開本劇。

## 本劇概要
本劇描述年輕的單親媽媽克莉絲蒂（安娜·法瑞絲 飾），在匿名戒酒會（AA-meeting）上遇到許久未見的母親邦妮（艾莉森·珍妮 飾）後，她們在加州纳帕县的戒酒新生活。

## 演員與角色
| 演員                   | 角色                | 登場季數 | 登場季數 | 登場季數 | 登場季數 | 登場季數 | 登場季數 | 登場季數 | 登場季數 | 登場集數 |
| 演員                   | 角色                | 1        | 2        | 3        | 4        | 5        | 6        | 7        | 8        | 登場集數 |
| ---------------------- | ------------------- | -------- | -------- | -------- | -------- | -------- | -------- | -------- | -------- | -------- |
| 安娜·法瑞絲            | 克莉絲蒂·普朗奇     | 主演、   | 主演、   | 主演、   | 主演、   | 主演、   | 主演、   | 主演、   | 未演出   | 110      |
| 艾莉森·珍妮            | 邦妮·普朗奇         | 主演     | 主演     | 主演     | 主演     | 主演     | 主演     | 主演     | 主演     | 133      |
| 莎蒂·考瓦諾            | 薇歐蕾特·普朗奇     | 主演     | 主演     | 主演     | 主演     | 未演出   | 客串     | 未演出   | 未演出   | 46       |
| 內特·考德瑞            | 加布瑞爾            | 主演     | 主演     | 未演出   | 未演出   | 未演出   | 未演出   | 未演出   | 未演出   | 22       |
| 麥特·瓊斯              | 巴克斯特            | 主演     | 主演     | 主演     | 主演     | 特別客串 | 未演出   | 未演出   | 未演出   | 28       |
| 弗倫奇·斯圖爾特        | 魯迪                | 主演     | 主演     | 主演     | 未演出   | 客串     | 客串     | 未演出   | 未演出   | 24       |
| 斯賓塞·丹尼爾斯        | 路克                | 主演     | 主演     | 未演出   | 客串     | 未演出   | 未演出   | 未演出   | 未演出   | 21       |
| 布萊克·蓋瑞特·羅森塔爾 | 羅斯科              | 主演     | 主演     | 主演     | 主演     | 未演出   | 未演出   | 未演出   | 未演出   | 46       |
| 咪咪·甘迺迪            | 瑪珠莉·阿姆斯壯     | 常設     | 主演     | 主演     | 主演     | 主演     | 主演     | 主演     | 主演     | 88       |
| 潔米·佩絲莉            | 吉兒·肯豆           | 未演出   | 常設     | 主演     | 主演     | 主演     | 主演     | 主演     | 主演     | 67       |
| 貝絲·霍爾              | 溫蒂                | 未演出   | 常設     | 主演     | 主演     | 主演     | 主演     | 主演     | 主演     | 68       |
| 威廉·菲德內爾          | 亞當·詹納考斯基     | 未演出   | 未演出   | 常設     | 主演     | 主演     | 主演     | 主演     | 主演     | 35       |
| 奥克塔維亞·斯賓塞      | 蕾吉娜·湯普金斯     | 常設     | 常設     | 客串     | 未演出   | 未演出   | 未演出   | 未演出   | 未演出   | 9        |
| 賈斯汀·隆              | 亞當·亨奇           | 常設     | 未演出   | 未演出   | 未演出   | 未演出   | 未演出   | 未演出   | 未演出   | 3        |
| 凱文·波拉克            | 艾爾文·比雷尼考夫   | 常設     | 常設     | 未演出   | 未演出   | 未演出   | 未演出   | 未演出   | 未演出   | 14       |
| 柯特妮·亨格勒          | 克勞蒂婭            | 常設     | 常設     | 客串     | 未演出   | 未演出   | 未演出   | 未演出   | 未演出   | 5        |
| 雷吉·迪·里昂           | 保羅                | 常設     | 常設     | 客串     | 未演出   | 客串     | 未演出   | 未演出   | 未演出   | 18       |
| 唐·麥克馬納斯          | 史提夫·寇帝斯       | 客串     | 常設     | 常設     | 常設     | 未演出   | 未演出   | 未演出   | 未演出   | 10       |
| 喬登·鄧                | 傑基·比雷尼考夫     | 客串     | 未演出   | 未演出   | 未演出   | 未演出   | 未演出   | 未演出   | 未演出   | 1        |
| 克拉克·杜克            | 傑基·比雷尼考夫     | 未演出   | 常設     | 未演出   | 未演出   | 未演出   | 未演出   | 未演出   | 未演出   | 2        |
| 札克里·史塔克戴爾      | 道格拉斯·比雷尼考夫 | 客串     | 未演出   | 未演出   | 未演出   | 未演出   | 1        |          |          |          |
| 克里斯·史密斯          | 道格拉斯·比雷尼考夫 | 未演出   | 常設     | 未演出   | 未演出   | 未演出   | 2        |          |          |          |
| 瑪麗·帕特·格里森       | 瑪麗                | 客串     | 客串     | 客串     | 常設     | 客串     | 6        |          |          |          |
| 莎拉·露                | 肯蒂絲·海耶斯       | 未演出   | 常設     | 常設     | 客串     | 未演出   | 7        |          |          |          |
| 貝佛莉·狄安姬洛        | 蘿琳·比雷尼考夫     | 未演出   | 常設     | 未演出   | 未演出   | 未演出   | 3        |          |          |          |
| 大衛·克倫荷茨          | 格雷戈里·蒙奇尼克   | 未演出   | 常設     | 常設     | 未演出   | 未演出   | 5        |          |          |          |
| 艾美·希爾              | 貝芙莉              | 未演出   | 常設     | 客串     | 常設     | 常設     | 7        |          |          |          |
| 瑞恩·卡特賴特          | 傑夫·泰勒           | 未演出   | 常設     | 客串     | 未演出   | 未演出   | 4        |          |          |          |
| 梅麗莎·唐              | 蘇珊恩·泰勒         | 未演出   | 常設     | 客串     | 未演出   | 未演出   | 4        |          |          |          |
| 強納森·科恩            | 維多·普魯吉安       | 未演出   | 常設     | 客串     | 常設     | 未演出   | 7        |          |          |          |
| 查理·羅賓森            | 蒙森                | 未演出   | 客串     | 客串     | 未演出   | 常設     | 4        |          |          |          |
| 艾蜜莉·奧斯蒙          | 祖蒂·哈伯德         | 未演出   | 未演出   | 常設     | 未演出   | 未演出   | 4        |          |          |          |
| 琳達·拉文              | 菲莉絲              | 未演出   | 未演出   | 常設     | 未演出   | 未演出   | 2        |          |          |          |
| 蘿莉·強森              | 碧耶翠絲            | 未演出   | 未演出   | 常設     | 常設     | 客串     | 6        |          |          |          |
| 溫蒂·馬利克            | 丹妮兒              | 未演出   | 未演出   | 未演出   | 常設     | 未演出   | 2        |          |          |          |
| 倫納德·羅伯茲          | 雷                  | 未演出   | 未演出   | 未演出   | 常設     | 常設     | 4        |          |          |          |
| 茱莉亞·雷斯特          | 艾蜜莉              | 未演出   | 未演出   | 未演出   | 常設     | 客串     | 3        |          |          |          |
| 蜜西·派兒              | 娜塔莎              | 未演出   | 未演出   | 未演出   | 客串     | 常設     | 5        |          |          |          |
| 斯蒂文·韋伯            | 派翠克·詹納考斯基   | 未演出   | 未演出   | 未演出   | 未演出   | 常設     | 5        |          |          |          |
| 邁克·安格拉諾          | 庫柏                | 未演出   | 未演出   | 未演出   | 未演出   | 常設     | 2        |          |          |          |
| 伊薇特·妮可·布朗       | 諾拉·羅傑斯         | 未演出   | 未演出   | 未演出   | 未演出   | 常設     | 3        |          |          |          |
| 蘿西·歐唐納            | 珍寧                | 未演出   | 未演出   | 客串     | 客串     | 未演出   | 2        |          |          |          |

備註：
1. ↑  第3季僅登場5集；第4季僅登場2集。
2. ↑  僅登場6集。
3. ↑  第3季僅登場7集；第4季僅登場2集。
4. ↑  僅登場1集。
5. ↑  僅登場2集。
6. ↑  第3季僅登場7集；第4季僅登場2集。

### 主要角色
- 安娜·法瑞絲 飾 克莉絲蒂·喬琳·普朗奇（Christy Jolene Plunkett）

單親媽媽，前脫衣舞娘，對貓過敏，正努力對抗酒癮，實際年齡比登記的年齡大2歲，個性多嘴易怒又憤世嫉俗。年紀輕輕便懷上女兒薇歐蕾特，之後又與巴克斯特懷上兒子羅斯科。曾經因酗酒玩樂而過得渾渾噩噩，直到某天意識到自己走上母親邦妮的老路，不希望孩子們擁有和自己一樣糟糕童年的她幡然悔悟，努力嘗試成為孩子們的好榜樣。現在，她試圖贏回薇歐蕾特對她的信任，尤其是在得知女兒意外懷孕之後，還試着去磨合跟母親邦妮之間糟糕的親子關係，即使她對此有些排斥。克莉絲蒂一直以來都很憎恨邦妮，但在與戒癮的邦妮重逢後，她們的關係出現一線生機，同時，她也視此為贏回薇歐蕾特的愛與信任的唯一機會。第二季決定開始追逐自己的律師夢，並開始替史提夫工作、上課，更頂替加布瑞爾成為餐廳經理，不過因故於第三季被降回餐廳服務生。
- 艾莉森·珍妮 飾 邦妮·普朗奇（Bonnie Plunkett）

克莉絲蒂的母親，同樣是個單親媽媽，也是個孤兒，為一名泛性戀者，是個以自我為中心，性情難以揣測，嘴下不饒人的狂野老媽。曾經戒癮後又失敗，現在則再度戒癮，並且感恩的「渡」過每一天。過去的她寧可跟人出去飲酒作樂，也不願待在家照顧小孩，現在的她則試圖贏回女兒克莉絲蒂對她的愛與信任，以彌補克莉絲蒂喪失的母愛。隨着時間過去以及許許多多的過程，邦妮設法找尋一個平衡點，並勇於對克莉絲蒂揭露有關自己的過去，包括她的親生父親是誰，以及自己曾經是個毒販的過往。第一季季終原諒了女兒生父艾爾文並與他再續前緣。在艾爾文死後感到極度心痛，並在一次滑倒意外中，再度染上藥癮，後在克莉絲蒂等人的陪伴下戒癮。內心認為瑪珠莉就像母親般的存在，但仍常與瑪珠莉鬥嘴。
- 莎蒂·考瓦諾（英语：Sadie Calvano） 飾 薇歐蕾特·普朗奇（Violet Plunkett）

克莉絲蒂的大女兒，羅斯科的同母異父姐姐。優點是聰明伶俐、刻苦耐勞與肯定自我，缺點則是易怒嘴壞。對母親克莉絲蒂沒有盡到一個母親的責任好好扶養他們一事感到氣惱，儘管現在的克莉絲蒂已經清醒，並且努力去彌補過往的錯誤以及扮演好母親的角色。在懷上男友路克的孩子後，她做了一個艱難的決定，那就是將孩子送養，因為她不希望孩子生長在一個貧窮的環境，那可能會使孩子踏上跟她、母親克莉絲蒂以及祖母邦妮一樣的路，她希望孩子能有更好的機會。於第二季和路克分手，並與格雷戈里展開忘年之戀。在與格雷戈里論及婚嫁後，仍已失敗收場，並重回路克的懷抱。
- 內特·考德瑞 飾 加布瑞爾（Gabriel）

克莉絲蒂所任職的餐廳的經理，同時也是克莉絲蒂的前男友。尚未離婚，與餐廳老闆克勞蒂婭的婚姻並不美滿。跟克莉絲蒂有過婚外情，偶爾會被她藉此事威脅逼壓，也因此事而被魯迪大廚及保羅勒索過。因與克勞蒂婭離婚而被辭退餐廳經理一職，並和克莉絲蒂再度好上。
- 麥特·瓊斯（英语：Matt Jones (actor)） 飾 巴克斯特（Baxter）

克莉絲蒂的前夫，羅斯科的父親，父親為奧克蘭掃毒警察，曾背着克莉絲蒂與克莉絲蒂的好友發生關係。無法維持長期的對人的關係和工作，常以詐欺性活動獲得金錢。缺點不勝枚舉，但是個愛護兒子的父親，只是克莉絲蒂頗擔心他會成為兒子的壞榜樣。後來與肯蒂絲再婚，並改頭換面成為有模有樣的汽車銷售員。
- 弗倫奇·斯圖爾特 飾 魯迪（Rudy）

全名：魯道夫（Rudolph），克莉絲蒂工作的餐廳的大厨。自負、傲慢，喜愛羞辱人，會偷廚房的東西，常常把克莉絲蒂叫成梅若蒂絲。自稱被母親傷害過而失去愛人的能力。骨子裡是個M，與邦妮曾發展出一段戀情。和保羅私下在餐廳賣着大麻。
- 斯賓塞·丹尼爾斯 飾 路克（Luke）

薇歐蕾特的男朋友，天性憨慢，但很愛護薇歐蕾特。因害怕失去薇歐蕾特而對薇歐蕾特想把孩子送養一事持反對態度，後在克莉絲蒂的開導下支持薇歐蕾特。於第二季和薇歐蕾特分手。
- 布萊克·蓋瑞特·羅森塔爾（Blake Garrett Rosenthal）飾 羅斯科（Roscoe）

克莉絲蒂的兒子，薇歐蕾特的同母異父弟弟，超越同齡人的聰慧孩子。勤奮好學並且崇拜着自己的父親，即使他並不是個好榜樣。不愛換內褲。
- 咪咪·甘迺迪（英语：Mimi Kennedy） 飾 瑪珠莉·阿姆斯壯-普魯吉安（Marjorie Armstrong-Perugian）

與邦妮是舊識，對邦妮又愛又恨。在匿名戒酒會上認識克莉絲蒂後，進一步成為好朋友。過去曾染上酗酒和吸毒的惡習，但她現在面臨更大的問題—乳癌確診。養了八隻貓的獨居婦人。因為糟糕的過去而與兒子疏離，但在克莉絲蒂的幫助下，開始緩解雙方緊張的關係。私下有觀看同志成人影片的興趣。第二季末治好癌症。後與普魯吉安交往進而結婚，並冠以夫姓。
- 潔米·佩絲莉 飾 吉兒·肯豆（Jill Kendall）

匿名戒酒會新成員，酒駕面臨失婚的有錢少婦。因為丈夫的背叛而對所有女人有所敵意。
- 貝絲·霍爾（英语：Beth Hall） 飾 溫蒂（Wendy）

匿名戒酒會新成員，為一名擁有高智商的護理師，綽號哭鼻子溫蒂。平時非常的溫馴與多愁善感，但在工作時會變得非常易怒，情緒易反復不定。
- 威廉·菲德內爾 飾 亞當·詹納考斯基（Adam Janikowski）

前好萊塢替身演員，遭遇片場事故成爲身心障礙人士，現負責電影動作指導。與邦妮維持電話交友，但卻因自身缺陷而退縮，後與邦妮結婚。

### 常設角色
- 奥克塔維亞·斯賓塞 飾 蕾吉娜·湯普金斯（Regina Thompkins）

有着毒癮跟酒癮，因挪用公司財產愈三百多萬美元而遭起訴，與邦妮不合。第一季末期與克莉絲蒂等人告別後黯然入獄服刑。
- 賈斯汀·隆 飾 亞當·亨奇（Adam Henchy）

曾跟克莉絲蒂交往一段時間，是她交往過最好的男人。
- 凱文·波拉克 飾 艾爾文·萊斯特·比雷尼考夫（Alvin Lester Biletnikoff）

克莉絲蒂的親生父親，修車廠老闆，是個脾氣暴躁的禿頭矮子。過去無情的拋棄了邦妮和克莉絲蒂，可以說是讓她們的日子過得如此辛苦的元兇。三十幾年後的現在，跟克莉絲蒂見面過後決定彌補他們一家。他向現在的家人坦承自己過去的錯誤，並且將克莉絲蒂介紹給她的同父異母的兄弟們。因此事跟現任妻子的關係變得惡劣，並被趕出家門。第一季後半心臟病發，並與邦妮重新在一起。於第二季成為克莉絲蒂的鄰居，正打算與邦妮過上新生活時，卻因心臟病發而逝世。
- 莎拉·露（英语：Sara Rue） 飾 肯蒂絲·海耶斯（Candace Hayes）

巴克斯特有錢的再婚妻子，改變巴克斯特並讓他洗心革面。
- 琳達·拉文 飾 菲莉絲（Phyllis）

格雷戈里的母親。
- 蘿西·歐唐納 飾 珍寧（Jeanine）

邦妮的前女友，對邦妮用情至深，也很怨恨邦妮，為一名成功的房地產中介公司老闆。
- 溫蒂·馬利克（英语：Wendie Malick） 飾 丹妮兒（Danielle）

退伍軍人，亞當的前妻。
- 斯蒂文·韋伯 飾 派翠克·詹納考斯基（Patrick Janikowski）

亞當離婚的弟弟，與克莉絲蒂相戀。
- 唐·麥克馬納斯（英语：Don McManus） 飾 史提夫·寇帝斯（Steve Curtis）

酗酒互助會成員，一名律師。起初對克莉絲蒂有好感，後與邦妮發展出情緣。
- 大衛·克倫荷茨 飾 格雷戈里·蒙奇尼克（Gregory Munschnick）

心理學教授，與薇歐蕾特相愛並向薇歐蕾特求婚。
- 艾蜜莉·奧斯蒙 飾 祖蒂·哈伯德（Jodi Hubbard）

匿名戒酒會新成員，由克莉絲蒂負責輔導互助，後因復吸過量離世。
- 伊薇特·妮可·布朗（英语：Yvette Nicole Brown） 飾 諾拉·羅傑斯（Nora Rogers）

氣象預報員，互助會成員，克莉絲蒂的新互助對象，是位雷厲風行並略爲嚴苛的戒酒者。
- 強納森·科恩（英语：Jonny Coyne） 飾 維多·普魯吉安（Victor Perugian）

克莉絲蒂的房東，對瑪珠莉一見鍾情並和瑪珠莉交往進而結婚，在第六季死於中風。
- 貝佛莉·狄安姬洛（英语：Beverly D'Angelo） 飾 蘿琳·比雷尼考夫（Lorraine Biletnikoff）

艾爾文的妻子，因丈夫坦白前女友邦妮和女兒克莉絲蒂的存在而與之離婚，但尚對其存有感情。
- 蜜西·派兒 飾 娜塔莎（Natasha）

艾蜜莉的母親。
- 柯特妮·亨格勒 飾 克勞蒂婭（Claudia）

餐廳老闆，加布瑞爾的妻子，后離婚。
- 艾美·希爾（英语：Amy Hill） 飾 貝芙莉（Beverly）

邦妮管理大樓的住戶，與邦妮不睦，兩人後來冰釋前嫌。
- 瑞恩·卡特賴特（英语：Ryan Cartwright） 飾 傑夫·泰勒（Jeff Taylor）

蘇珊恩的丈夫，遊戲程序師，患有少精症，薇歐蕾特女兒的養父。
- 梅麗莎·唐（英语：Melissa Tang） 飾 蘇珊恩·泰勒（Suzanne Taylor）

傑夫的妻子，藝術家，因子宮後傾而不孕，薇歐蕾特女兒的養母。
- 倫納德·羅伯茲（英语：Leonard Roberts） 飾 雷

邦妮的同母異父弟弟，是名非裔同性戀者，靠自身力量成為一名律師。
- 邁克·安格拉諾 飾 庫柏（Cooper）

克莉絲蒂年輕的大學同學，備受克莉絲蒂的吸引。
- 查理·羅賓森（英语：Charlie Robinson (actor)） 飾 蒙森（Munson）

邦妮管理大樓的住戶，為一名視障退伍軍人。
- 瑪麗·帕特·格里森（英语：Mary Pat Gleason） 飾 瑪麗（Mary）

戒酒互助會成員，家庭關係相當複雜。
- 蘿莉·強森（英语：Lauri Johnson） 飾 碧耶翠絲（Beatrice）

年老的餐廳女服務生。
- 喬登·鄧（Jordan Dunn）/ 克拉克·杜克（英语：Clark Duke） 飾 傑基·比雷尼考夫（Jackie Biletnikoff）

艾爾文與蘿琳的兒子，克莉絲蒂同父異母的弟弟。
- 札克里·史塔克戴爾（Zachary Stockdale）/ 克里斯·史密斯（英语：Christopher Nicholas Smith） 飾 道格拉斯·比雷尼考夫（Douglas Biletnikoff）

艾爾文與蘿琳的兒子，克莉絲蒂同父異母的弟弟。
- 雷吉·迪·里昂（Reggie de Leon）飾 保羅（Paul）

克莉絲蒂的同事，經常跟魯迪大廚一起廝混，同時和魯迪私下在餐廳倒賣大麻。
- 茱莉亞·雷斯特（Julia Lester）飾 艾蜜莉（Emily）

吉兒的養女。

## 集數
| 季數 | 集数 | 集数 | 首播日期       | 首播日期      |
| 季數 | 集数 | 集数 | 首映           | 季终          |
| ---- | ---- | ---- | -------------- | ------------- |
| 1    | 22   | 22   | 2013年9月23日  | 2014年4月14日 |
| 2    | 22   | 22   | 2014年10月30日 | 2015年4月30日 |
| 3    | 22   | 22   | 2015年11月5日  | 2016年5月19日 |
| 4    | 22   | 22   | 2016年10月27日 | 2017年5月11日 |
| 5    | 22   | 22   | 2017年11月2日  | 2018年5月10日 |
| 6    | 22   | 22   | 2018年9月27日  | 2019年5月9日  |

## 製作

### 開發

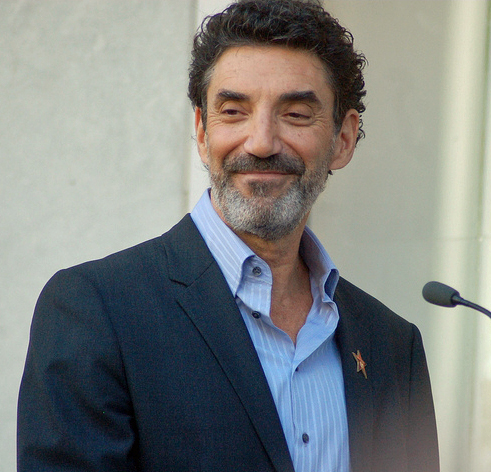
本劇由知名喜劇編劇查克·洛里開創

本劇原先為許多待製作的節目之一，由於主創查克·洛里在2012年9月與華納兄弟簽下為期四年的新合約，因此本劇迅速地在同年12月成為CBS及華納兄弟優先製作的喜劇影集。本劇於12月11日獲得CBS試播集預訂，由洛里和《好漢兩個半》班底執行製作艾迪·高洛達斯奇及編審潔瑪·貝克（Gemma Baker）共同執筆，描述一名居住於加州納帕縣剛戒癮的母親，如何重振自己人生的故事。
2013年2月7日，宣布帕美拉·福瑞曼將執導試播集。5月8日，CBS宣布預訂本系列。在本劇製作同時，洛里手上已有《好漢兩個半》、《生活大爆炸》與《邁克和茉莉》3部影集，使得本劇成為洛里第4部同時製作播映的作品。隔週，CBS宣布本劇將於星期一晚上9點30分首播，緊接在《破產姐妹》之後。在《大老爺們》被取消後，《破產姐妹》提前至晚間8點30分首播，在《邁克和茉莉》回歸以前，晚間9點則是安排《生活大爆炸》重播與本劇搭配。2013年10月18日，CBS宣布預訂第1季全季集數22集。

第1至4季片頭

2014年3月13日，CBS宣布續訂第2季。自第2季起，本劇被移往星期四晚間播出，前14集於晚間8點30分首播。2015年2月，因《單身公寓》首播及《好漢兩個半》完結的關係，本劇被延後至9點30分首播，於季末才提前至9點播出。
2015年3月12日，CBS宣布續訂第3季。於第3季中，故事集中於克莉絲蒂、邦妮與戒酒互助會，而餐廳場景、孩子們與巴克斯的戲份明顯銳減。
2016年3月25日，CBS宣布續訂第4季。2017年3月23日，CBS宣布續訂第5季。2018年4月8日，CBS宣布續訂第6季。

### 選角

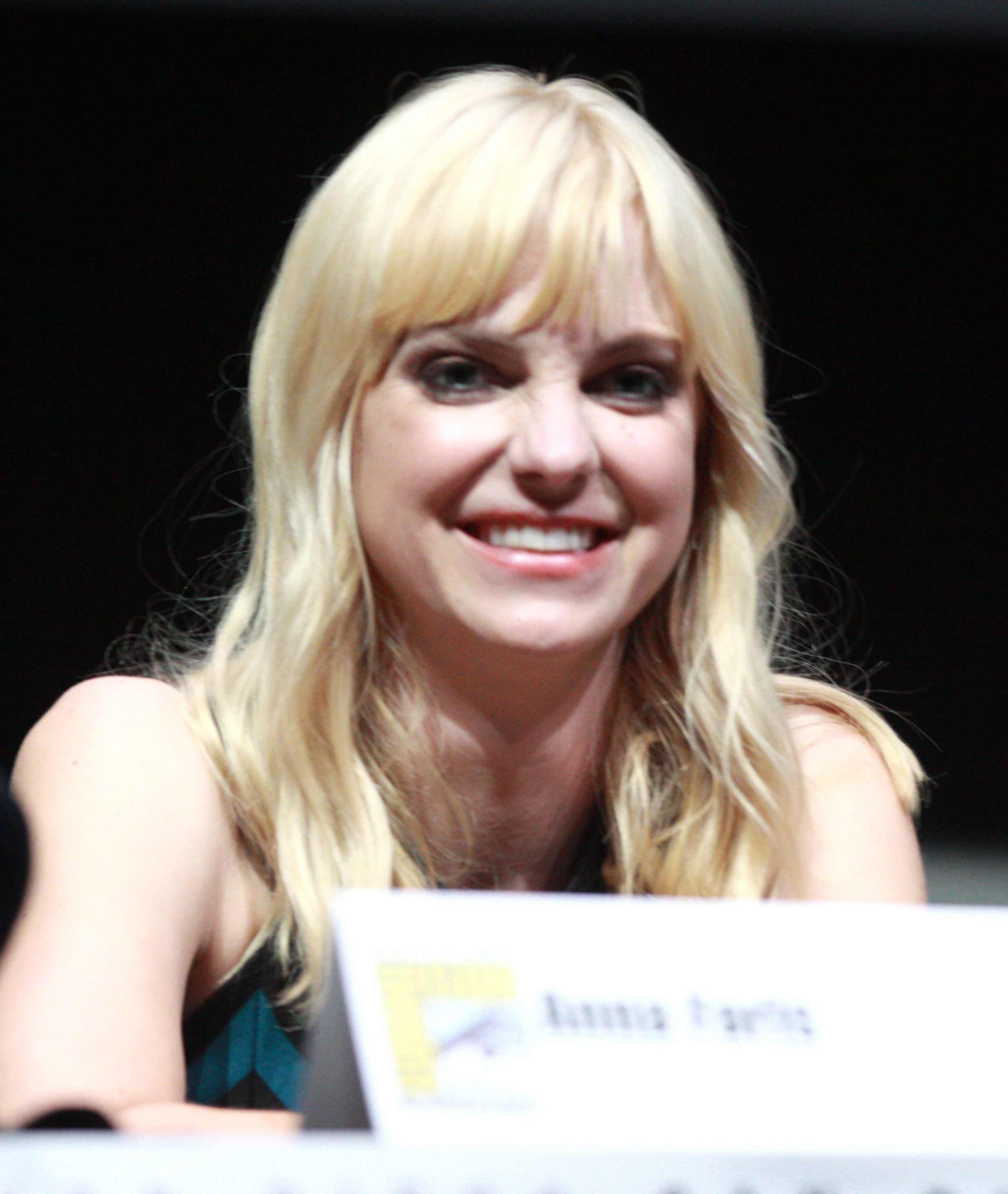
安娜·法瑞絲為首位確定出演的演員

2013年1月4日，宣布安娜·法瑞絲將出演本劇女主角克莉絲蒂。安娜以往以參演電影為主，過去也曾客串過不少影集，而這次是她首次以主要角色的身分主演電視作品。1月28日，黃金時段艾美獎得主艾莉森·珍妮也加入本劇劇組，並飾演克莉絲蒂的母親邦妮。2月1日，宣布布萊克·蓋瑞特·羅森塔爾將飾演克莉絲蒂8歲的兒子羅斯科。2月11日，宣布《絕命毒師》麥特·瓊斯與《星際迷航》斯賓塞·丹尼爾斯加入主演陣容，分別飾演克莉絲的前夫兼羅斯科的父親巴克斯特，以及克莉絲蒂女兒薇歐蕾特的男友路克。隔日，宣布新人莎蒂·考瓦諾將飾演克莉絲蒂身處青少女時期的女兒薇歐蕾特。2月21日，宣布《歪星撞地球》弗倫奇·斯圖爾特將飾演納帕縣高檔餐廳大厨魯迪。
2013年12月10日，洛里透露單人喜劇演員凱文·波拉克將在本劇飾演關鍵角色艾爾文·比雷尼考夫，也就是克莉絲蒂的生父。
2014年4月25日，洛里將飾演瑪珠莉的咪咪·甘迺迪提升為主要演員。7月18日，宣布《愚人善事》潔米·佩絲莉將在第2季擔任主要常設人物，飾演一名新戒癮女性，而波拉克將回歸第2季，繼續飾演原角色。9月2日，宣布《遠不完美》莎拉·露將飾演巴克斯特聰明、成功、生活又有條理的女友肯蒂絲，而《瑪麗·泰勒·摩爾秀》愛德華·阿斯納將在莎拉登場的該集，飾演邦妮管理之公寓的承租人傑克。9月9日，宣布前職業籃球員里克·福克斯將客串飾演吉兒的前夫詹姆斯·肯豆醫生。10月16日，宣布貝佛莉·狄安姬洛與柯林·漢克斯加入客串陣容，分別飾演艾爾文的前妻蘿琳，以及和克莉絲蒂有發展情愫潛在的安迪。
2015年1月29日，宣布大衛·克倫荷茨將客串飾演與19歲的薇歐蕾特約會的42歲格雷戈里·蒙奇尼克教授。8月4日，宣布《美味新關係》艾蜜莉·奧斯蒙將在第3季飾演一名年輕、聰明的街頭藥癮女孩祖蒂，而佩絲莉及貝絲·霍爾皆被提升為主要演員，飾演路克的丹尼爾斯則預計不會回歸第3季。8月11日，宣布艾倫·鮑絲汀將客串飾演邦妮的母親，也就是克莉絲蒂的外婆雪莉，而《銀髮失樂園》朱恩·斯奎布也將於該集客串，飾演被克莉絲蒂誤認為外婆的多蒂。9月18日，貝克透露克莉絲蒂將和哈瑞·哈林飾演之弗雷德發展情愫，而弗雷德更是肯蒂絲的父親。10月23日，宣布《魔力麥克 XXL》喬·曼根尼羅將客串飾演匿名戒酒會性感的新進成員朱利安。10月28日，宣布《已婚》茱蒂·葛瑞兒將客串飾演克莉絲蒂與邦妮嘗試幫助戒酒癮的米雪兒。10月31日，宣布琳達·拉文將客串飾演格雷戈里的母親菲莉絲。
2016年2月26日，宣布和珍妮於《白宮風雲》中合作過的李察·席夫將客串該年5月的某一集。6月24日，宣布自第3季起飾演邦妮男友亞當的威廉·菲德內爾將在第4季被提升為主要演員。10月11日，珍妮將與《白宮風雲》老同事布萊德利·惠特福德再次合作，惠特福德將客串飾演亞當的好友，妮可·沙利文也會共同於該集客串。10月21日，宣布法瑞絲的丈夫，即《侏羅紀世界》與《銀河守護隊》主角克里斯·普瑞特將客串本劇，飾演一個迷人的騎馬指導員尼克，其不僅將和克莉絲蒂發展情愫，他更是瑪珠莉的姪子。11月29日，宣布《執法悍將》大衛·詹姆斯·艾略特與《魅力克利夫蘭》溫蒂·馬利克加入第4季客串陣容，兩人將分別飾演可能介入邦妮與亞當關係的喬，以及亞當的前妻。
2017年8月12日，宣布斯蒂文·韋伯將客串第5季，飾演亞當剛離婚的兄弟派翠克，該角色將因喜歡上克莉絲蒂而引起騷動。

## 收視率
| 季數 | 播出時間（ET）                                                            | 集數   | 首映           | 首映          | 季終          | 季終          | 電視季度 | 18–49歲 收視 排名 | 18–49歲 收視 平均 | 收視人数 排名 （百萬） | 平均 收視人数 （百萬） |
| 季數 | 播出時間（ET）                                                            | 集數   | 日期           | 收視 （百萬） | 日期          | 收視 （百萬） | 電視季度 | 18–49歲 收視 排名 | 18–49歲 收視 平均 | 收視人数 排名 （百萬） | 平均 收視人数 （百萬） |
| ---- | ------------------------------------------------------------------------- | ------ | -------------- | ------------- | ------------- | ------------- | -------- | ----------------- | ----------------- | ---------------------- | ---------------------- |
| 1    | 星期一 21:30                                                              | 22     | 2013年9月23日  | 7.99          | 2014年4月14日 | 6.86          | 2013–14  | 40                | 3.1               | 42                     | 8.34                   |
| 2    | 星期四 20:30（Ep 1–14） 星期四 21:30（Ep 15–18） 星期四 21:00（Ep 19–22） | 22     | 2014年10月30日 | 11.13         | 2015年4月30日 | 8.78          | 2014–15  | 25                | 2.9               | 26                     | 11.79                  |
| 3    | 星期四 21:00                                                              | 22     | 2015年11月5日  | 7.28          | 2016年5月19日 | 8.14          | 2015–16  | 38                | 2.3               | 41                     | 9.81                   |
| 4    | 星期四 21:00                                                              | 22     | 2016年10月27日 | 7.02          | 2017年5月11日 | 8.12          | 2016–17  | 40                | 1.9               | 32                     | 9.44                   |
| 5    | 星期四 21:00（Ep 1–21） 星期四 21:30（Ep 22）                             | 22     | 2017年11月2日  | 8.47          | 2018年5月10日 | 7.97          | 2017–18  | 29                | 2.0               | 19                     | 11.09                  |
| 6    | 星期四 21:00                                                              | 待公布 | 待公布         | 待定          | 待公布        | 待定          | 2018–19  | 待定              | 待定              | 待定                   | 待定                   |

## 評價

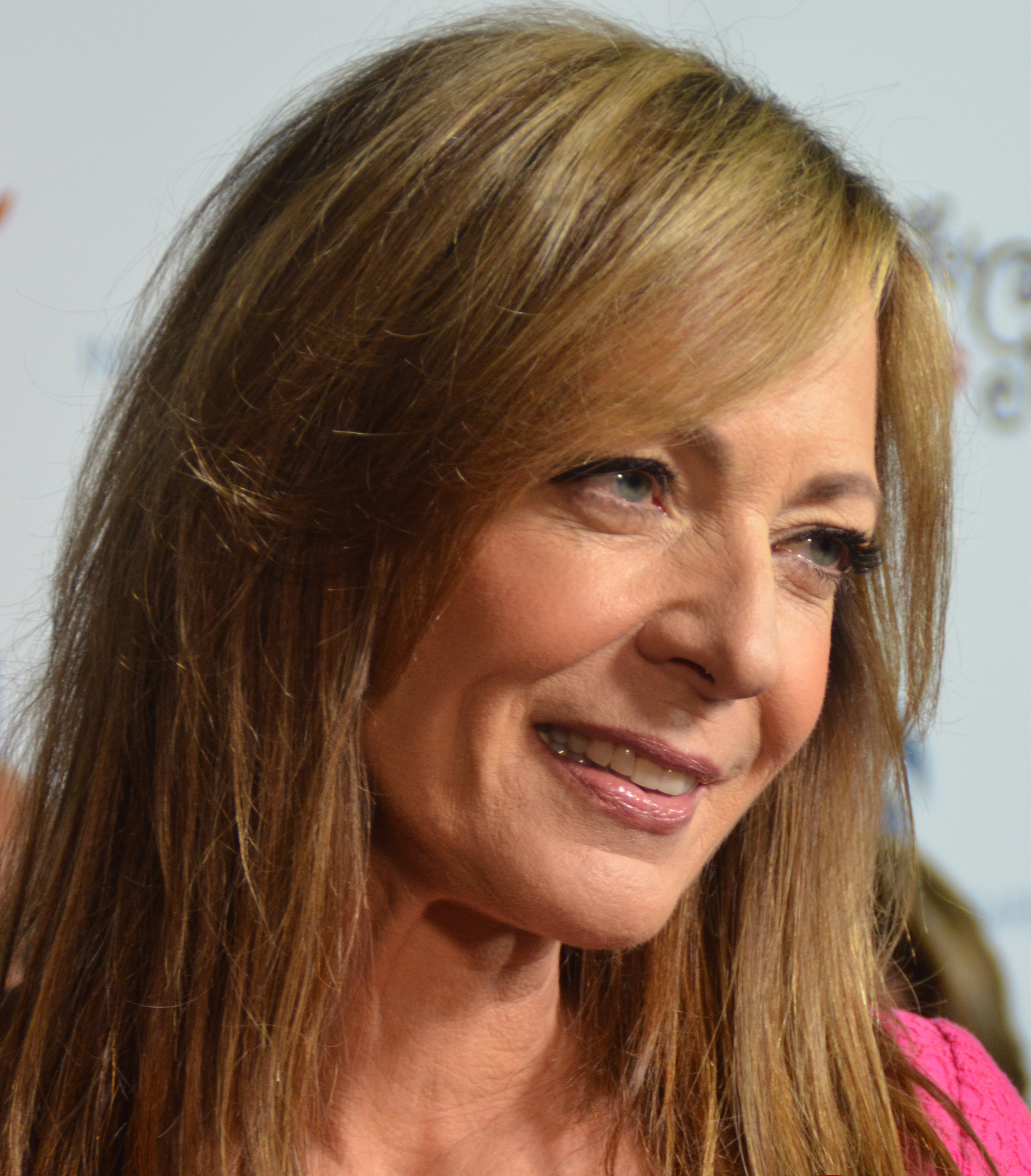
艾莉森·珍妮憑藉本劇榮獲2座黃金時段艾美獎肯定

《極品老媽》獲得了普遍的好評，尤其是對於主演艾莉森·珍妮與安娜·法瑞絲的演技。於爛番茄整合的評論中，第1季獲得66%新鮮度、5.59/10分（35位評論家），評論家共識：「不可否認安娜·法瑞絲與艾莉森·珍妮確實激盪出喜劇火花，有時笑點太過粗俗，但《極品老媽》卻真誠地（有時充滿機智）點出成癮議題。」第2季獲得100%新鮮度、8.5/10分（6位評論家）。第3季獲得100%新鮮度、8.33/10分（9位評論家）。
於Metacritic整合的評論中，第1季獲得65分（滿分100分；25位評論家），屬普遍的好評。第2季獲得81分（滿分100分；4位評論家），屬極佳的讚譽。第3季獲得82分（滿分100分；4位評論家），屬極佳的讚譽。

## 獎項及提名
| 年度 | 大獎                 | 獎項                                       | 入圍者                                       | 結果 |
| ---- | -------------------- | ------------------------------------------ | -------------------------------------------- | ---- |
| 2014 | 人民選擇獎           | 最喜愛新電視喜劇獎                         | 最喜愛新電視喜劇獎                           | 提名 |
| 2014 | 人民選擇獎           | 最喜愛新影集女演員獎                       | 安娜·法瑞絲                                  | 提名 |
| 2014 | 人民選擇獎           | 最喜愛新影集女演員獎                       | 艾莉森·珍妮                                  | 提名 |
| 2014 | 評論家選擇電視獎     | 喜劇類影集最佳女配角獎                     | 艾莉森·珍妮                                  | 獲獎 |
| 2014 | 評論家選擇電視獎     | 喜劇類影集最佳客串演出獎                   | 咪咪·甘迺迪                                  | 提名 |
| 2014 | 道林獎               | 年度小眾電視節目獎                         | 年度小眾電視節目獎                           | 提名 |
| 2014 | 電視藝術與科學學院   | 電視學院榮譽獎                             | 電視學院榮譽獎                               | 獲獎 |
| 2014 | 在線電影與電視協會獎 | 喜劇類影集最佳女演員獎                     | 安娜·法瑞絲                                  | 提名 |
| 2014 | 在線電影與電視協會獎 | 喜劇類影集最佳女配角獎                     | 艾莉森·珍妮                                  | 獲獎 |
| 2014 | 金德比電視獎         | 最佳喜劇類影集女配角獎                     | 艾莉森·珍妮                                  | 提名 |
| 2014 | 金德比電視獎         | 年度表現獎                                 | 艾莉森·珍妮                                  | 提名 |
| 2014 | 黃金時段艾美獎       | 最佳喜劇類影集女配角獎                     | 艾莉森·珍妮                                  | 獲獎 |
| 2015 | 人民選擇獎           | 最喜愛公共電視網喜劇類影集獎               | 最喜愛公共電視網喜劇類影集獎                 | 提名 |
| 2015 | 金球獎               | 最佳電視女配角獎——影集、迷你劇及電視電影類 | 艾莉森·珍妮                                  | 提名 |
| 2015 | 奧提歐斯獎           | 電視試播集喜劇類獎                         | 妮姬·薇爾柯、肯·米勒、彼得·帕波斯            | 提名 |
| 2015 | 葛蕾絲獎             | 最佳女演員獎——新星                         | 莎蒂·考瓦諾                                  | 獲獎 |
| 2015 | 棱鏡獎               | 喜劇類影集演出獎                           | 安娜·法瑞絲                                  | 提名 |
| 2015 | 棱鏡獎               | 喜劇類影集演出獎                           | 艾莉森·珍妮                                  | 獲獎 |
| 2015 | 棱鏡獎               | 喜劇類影集或多鏡集數故事獎                 | 喜劇類影集或多鏡集數故事獎                   | 提名 |
| 2015 | 評論家選擇電視獎     | 最佳喜劇類影集獎                           | 最佳喜劇類影集獎                             | 提名 |
| 2015 | 評論家選擇電視獎     | 喜劇類影集最佳女配角獎                     | 艾莉森·珍妮                                  | 獲獎 |
| 2015 | 金德比電視獎         | 最佳喜劇類影集女配角獎                     | 艾莉森·珍妮                                  | 提名 |
| 2015 | 在線電影與電視協會獎 | 喜劇類影集最佳女配角獎                     | 艾莉森·珍妮                                  | 獲獎 |
| 2015 | 黃金時段艾美獎       | 最佳喜劇類影集女配角獎                     | 艾莉森·珍妮                                  | 獲獎 |
| 2016 | 人民選擇獎           | 最喜愛公共電視網喜劇類影集獎               | 最喜愛公共電視網喜劇類影集獎                 | 提名 |
| 2016 | 人民選擇獎           | 最喜愛喜劇類電視女演員獎                   | 安娜·法瑞絲                                  | 提名 |
| 2016 | 評論家選擇電視獎     | 喜劇類影集最佳女配角獎                     | 艾莉森·珍妮                                  | 提名 |
| 2016 | 評論家選擇電視獎     | 喜劇類影集最佳客串演出獎                   | 艾倫·鮑絲汀                                  | 提名 |
| 2016 | 藝術指導公會獎       | 最佳製作設計獎——半小時多鏡影集             | 約翰·薛弗納                                  | 提名 |
| 2016 | 葛蕾絲獎             | 喜劇及音樂類最佳女配角獎                   | 艾莉森·珍妮                                  | 獲獎 |
| 2016 | 金德比電視獎         | 最佳喜劇類影集女配角獎                     | 艾莉森·珍妮                                  | 提名 |
| 2016 | 在線電影與電視協會獎 | 喜劇類影集最佳女配角獎                     | 艾莉森·珍妮                                  | 獲獎 |
| 2016 | 在線電影與電視協會獎 | 喜劇類影集最佳客串女演員獎                 | 艾倫·鮑絲汀                                  | 提名 |
| 2016 | 黃金時段艾美獎       | 最佳喜劇類影集女配角獎                     | 艾莉森·珍妮                                  | 提名 |
| 2016 | 黃金時段艾美獎       | 最佳多鏡影集攝影獎                         | 史蒂芬·V·西佛（集數：《臟黏的手和瘋糖行》）  | 提名 |
| 2016 | 黃金時段艾美獎       | 最佳喜劇類影集多鏡影片剪輯獎               | 喬·貝拉（集數：《阿提克斯·芬奇和困難群眾》） | 提名 |
| 2016 | 評論家選擇電視獎     | 喜劇類影集最佳女配角獎                     | 艾莉森·珍妮                                  | 提名 |
| 2017 | 人民選擇獎           | 最喜愛喜劇類電視女演員獎                   | 安娜·法瑞絲                                  | 提名 |
| 2017 | 在線電影與電視協會獎 | 喜劇類影集最佳女演員獎                     | 艾莉森·珍妮                                  | 提名 |
| 2017 | 黃金時段艾美獎       | 最佳喜劇類影集女主角獎                     | 艾莉森·珍妮                                  | 提名 |
| 2017 | 黃金時段艾美獎       | 最佳喜劇類影集多鏡影片剪輯獎               | 喬·貝拉（集數：《鹹豬手和英國王室》）        | 提名 |

## 外部連結
- 《极品老妈》的CBS全接触（英语：CBS All Access）主页（英文）
- 互联网电影数据库（IMDb）上《極品老媽》的资料（英文）